# Orectochilus semivestitus
Orectochilus semivestitus là một loài bọ cánh cứng trong họ van Gyrinidae. Loài này được Guérin-Meneville miêu tả khoa học năm 1840.